# MOV (canal de televisión)
MOV fue un canal de televisión portugués de Dreamia lanzado en 1 de diciembre de 2007 exclusivamente en TV Cabo. Inicialmente, se dedicaba a las películas (70%) y series (30%). Sin embargo, el 1 de marzo de 2010 se produjo un cambio de imagen, reposicionamiento y la reorganización de los contenidos, con más terror, acción y ciencia ficción. 
El 31 de marzo de  2017 el canal cesó sus emisiones debido a que su productora decidió enfocarse en canales infantiles y de cine.